# Éjszakai rohanás
Az Éjszakai rohanás (eredeti cím: Midnight Run) 1988-as akcióvígjáték. A főszerepben Robert De Niro (alakításáért Golden Globe-díj jelölést kapott) mint bűnözőket elfogó fejvadász, és Charles Grodin mint célszemély. A filmnek 1994-ben három tévés folytatása is megjelent, ezekben azonban nem vettek részt az eredeti szereplők. A film alaptémája hasonló a tíz évvel korábbi, A vesszőfutás (1977) című filméhez.

## Cselekmény
Jack Walsh (Robert De Niro) egy megkeseredett fejvadász, aki bűnözőket fog el a rájuk kitűzött fejpénzért. Az élete gyakran egy hajszálon múlik. Sokszor egy konkurens fejvadász, Marvin is keresztbe tesz neki.
Jack nagyobb összegű megbízást kap Eddie Moscone-tól (Joe Pantoliano), akinek óvadékügynöksége van és személy szerint 450 000 dollárt kap, ha sikerül valakit péntek éjfélig beszállítani. A célszemély Jonathan “Duke” Mardukas (Charles Grodin), egy könyvelő, aki tudtán kívül a maffia egyik fejének, Jimmy Serranónak (Dennis Farina) dolgozott, azonban megszökött tőle és 15 millió dollárt sikkasztott, amikor rájött, hogy nem törvényes üzletről van szó. Jack 100 ezer dollárt kap, ha sikerül az akció, ami eleinte sima ügynek látszik és elegendő idő, öt nap van rá.
Jack kilenc évvel ezelőtt még a chicagói rendőrségen dolgozott, azonban amikor nem akart részt venni kenőpénzek elfogadásában, ki kellett lépnie, azóta egyedül dolgozik. Felesége elvált tőle, lányát új férjével neveli (aki még mindig rendőr a chicagói rendőrségen, azóta századosi rangban).
Jack bemegy egyik rendőrségi ismerőséhez és a jegyzőkönyvekből megtudja, hogy Mardukas milyen telefonszámot hívott fel a letartóztatása után. Később kiderül, hogy a cím New Yorkban van.
Az FBI emberei az utcán feltartóztatják Jacket és betuszkolják egy kocsiba. Itt egy nagydarab, de békés néger főnök, Alonzo Mosely (Yaphet Kotto) különleges ügynök tájékoztatja Jacket arról, hogy ők már hat éve nyomoznak ebben az ügyben, és nem szeretnék, ha elrontaná. Mosley FBI-ügynök szeretné letartóztatni Mardukast, hogy általa elkaphassa Serranót. Jack tagadja, hogy ismerné Mardukast. Hamarosan kiszállítják a kocsiból (ami egyhelyben állt). Jacknek közben sikerül észrevétlenül megszereznie Alonzo Mosely FBI-igazolványát.
New Yorkba utazik, a repülőgépen az FBI-igazolványba ragasztja a saját fényképét. A mellette ülő kissrácnak tetszik a végeredmény.
New Yorkban Jacket Serrano bérgyilkosai, Tony (Richard Foronjy) és Joey (Robert Miranda) is megtalálják. Nem akarják megölni, sőt 1 millió dollárt ajánlanak fel Jacknek, ha átadja nekik Mardukast. Tony felírja neki a telefonszámát, amin jelentkezhet.
Egy vezeték nélküli lehallgatóeszközzel rálép a megfelelő telefonvonalra, majd felhívja a Mardukas által annak idején hívott számot. Helen Nelsonnak (a nőnek, aki felveszi a telefont) FBI-osként mutatkozik be és másnapra behívja kihallgatásra. Amikor leteszi, a nő haladéktalanul felhív egy számot, amit Mardukas vesz fel. Jack egy kazettás magnót is használ, ez rögzíti a nő által tárcsázott telefonszámot, amit Jack később beazonosít.
Jack elmegy Mardukas lakására, ahova egy álkulccsal hatol be, és mivel nem akarja lelőni a dühödten ugató, nagy testű, fehér szőrű kutyát, a fürdőszobába menekül. Mardukas kinyitja az ajtót, itt Jack az FBI-igazolványt felmutatva letartóztatja és magával viszi a repülőtérre. A reptéren felhívja Eddie-t, hogy megvan „Duke”. Eddie telefonját azonban lehallgatja az FBI; Eddie társa, Jerry Geisler (Jack Kehoe) pedig a maffiatag Tonynak jelenti a hírt.
Duke a repülőgépen még indulás előtt látványos módon pánikba esik a repüléstől, ezért a kapitány felszólítja őket, hogy hagyják el a gépet.
Nem sokkal később kiérkezik a Los Angelesben leszállt repülőgéphez az FBI, de Jack és Duke még New York közelében vannak, ugyanis Duke repülésiszonya miatt vonaton kezdik meg az utat Los Angeles felé. Amikor nem szállnak ki a menetrend szerinti repülőgépből a Los Angeles-i repülőtéren, Eddie értesíti a másik fejvadászt, Marvin Dorflert (John Ashton) arról, hogy Jack vonattal indult el. Marvin a közelben tartózkodik egy kisebb üggyel kapcsolatban, a foglyával együtt, akit elenged, amikor megkapja az újabb megbízást, neki Eddie 25 ezer dollárt ígér. Marvin Jack hitelkártya száma ismeretében megtudja, hogy hol szálltak vonatra, egyúttal letiltatja a kártyát, Jack Walshnak adva ki magát.
Marvin az egyik állomáson felszáll a vonatra, amin Jack és Duke utaznak, és fegyverét elővéve behatol a kabinjukba. Magával akarja vinni Duke-ot, a látszólag alvó Jack azonban résen van, és leüti Marvint. Hamarosan leszállnak a vonatról, mert a következő állomáson az FBI várja őket nagyszámú rendőrautóval körülvéve. Marvint kihallgatják.
Mivel Jack hitelkártyája érvénytelen, nem vonattal, hanem távolsági busszal utaznak tovább. A következő állomás Chicago, ahol Jack elvált felesége él. A buszpályaudvar körüli épületek tetején Serrano mesterlövészei várják, azonban ekkor érkezik oda az FBI és több rendőrautó. Ennek ellenére lövöldözés tör ki, ami alatt Jack és Duke egy FBI-autóba szállva elmenekülnek. Taxival érkeznek Jack exfelesége háza elé. Jack kénytelen kölcsönkérni tőle, hogy továbbutazhassanak, az asszonynak (Wendy Phillips) nincs otthon annyi készpénze, ezért kölcsönadja nekik a kocsiját.
Jack megáll egy országúti telefonfülkénél, és felhívja Eddie-t, hogy 500 dollárt utaljon át neki Amarillóba (Texas), egyúttal tájékoztatja, hogy az FBI valószínűleg egy utcán álló furgonból lehallgatja a telefonját.
Amarillóban már alig van pénzük, ezért még reggelizni sem tudnak rendesen. A megadott időpontban azonban elkapja őket Serrano két embere, Tony és Joey. „Szerencsére” Marvin is résen van, és egy puskával sakkban tartva a két maffiózót mindkettőt leüti. Jack összebilincseli magát Duke-kal és úgy tesz, mintha eldobná a kulcsot, ezért Marvin magával viszi mindkettejüket a kocsiján.
Útközben egy helikopterről lőni kezdenek rájuk Serrano emberei. Az autó kap jó néhány golyót, de az utasoknak nem esik bajuk. Menekülés közben lehajtanak az útról és a kocsi elakad egy híd pillérénél. Duke a szikláról a folyóba esik. Mielőtt a helikopterről leadhatnák a végzetes lövést, Jack kilövi a helikopter hátsó stabilizátorszárnyát, így az körbe pörögve a sziklafalnak csapódik és felrobban. Jack egy apró trükkel leüti Marvint és a kocsijához bilincseli, majd beugrik Duke után a folyóba. Az erős sodrású folyó sziklás partján Jack nem tud egyedül felmászni, ezért Duke segítségét kéri, aki szerencsésen kievickélt. Ő azonban azt a feltételt szabja, hogy Jack engedje el őt. Jack kis szabódás után beleegyezik, erre Duke egy vastag faággal kimenti. Jack azonban azonnal ráteszi a bilincset, amint kiérnek a szilárd talajra.
Ekkor egy darabig gyalog mennek az országúton. Nemsokára navahó indiánok rozoga teherautója veszi fel őket (Duke köszönti őket a nyelvükön és eldicsekszik vele, hogy több idegen nyelvben járatos), és elviszik a legközelebbi „városig”, ami azonban egy porfészek, ahol még telefon sincs. Itt Duke egy kétfedeles repülőgéppel megpróbál felszállni, Jack azonban fel tud kapaszkodni a guruló gépre, és leüti Duke-ot. Duke drága karóráját átadva elviszik a rozoga teherautót. Az autóban azon veszekszenek, hogy ki hazudott előbb a másiknak: Jack, hogy elengedi, vagy Duke azzal, hogy fél a repüléstől? Kiderül, hogy Jacknek gyomorfekélye van. Jack tudja, hogy ennie kell, az helyrehozza, azonban nincs pénzük rá.
A következő kisvárosban Duke megígéri, hogy szerez pénzt. Leveteti Jackkel a bilincset, és FBI-osnak kiadva magukat egy bárban azzal az ürüggyel, hogy a pénztárban lévő húszdollárosok egy része hamis, azokkal együtt eltávoznak és élelmiszert vásárolnak. Egy közelben éppen induló tehervonat adja Jacknek az ötletet, hogy ugorjanak fel rá, bár Duke-nak ez sem tetszik és Jack felkapaszkodását is megakadályozza, ő azonban feljut a vonatra és újfent odabilincseli Duke-ot valamihez.
Az egész történet folyamán Duke igyekszik jobban megismerni Jacket, aki már kezdettől szimpatikus neki. Próbálja felhívni a figyelmét a rossz szokások elhagyására (Jack láncdohányos, egyik cigaretta után a másikra gyújt rá (szinte végig dohányzik), és szereti a zsíros húsokat, bár tudja, hogy azok túlzott fogyasztása nem egészséges). Jack elmondja neki, hogy a Duke-ért kapott pénzből szeretni nyitni egy kis kávézót és akkor visszavonulhatna a fejvadászattól. Elmondja azt is, hogy álruhás rendőrként Serrano közelébe és a bizalmába férkőzött, azonban a Serrano által lepénzelt rendőrkollégái három kiló heroint helyeztek el a lakásában, amikor nem akarta elfogadni a felajánlott kenőpénzt, ahogy ők tették. Ezért ott kellett hagynia a rendőrséget. (a másik lehetőség 30 év börtön lett volna). Ekkor vált el tőle a felesége is. Jack és Duke megállapítják, hogy más körülmények között akár barátok is lehettek volna.
Balszerencséjükre a bártulajdonos észreveszi, amint a két „FBI”-os felugrik a tehervonatra, így értesíti a rendőrséget. A következő vasútállomáson ismét az FBI és a rendőrség várja őket, valamint Marvin, akit a hídnál történt eset óta megint kihallgattak. Jack észrevehette a csődületet, mert korábban már leugrottak a vonatról. Az újabb kisvárosban Jack egy autót lop el, azonban túl gyorsan megy és egy rendőrautó ered a nyomába, majd még néhány. Hamarosan az egész armada a nyomukban van. Az FBI főnök helikopterről követi őket. Jack lehajt az útról, amikor be akarják keríteni. Üldözés közben a rendőrautók sorban elakadnak. Végül ők sem tudnak tovább menni az autójukkal, így visszamennek az országútra. Itt balszerencséjükre Marvin közeledik, aki az FBI helikopterét követte. Marvin a jobb oldali ajtó kinyitásával lesodorja Jacket az útról, Duke-ot pedig magával viszi egy motel (szálláshely)ba.
Jack elvergődik egy út menti kávézóig, ahol őrizetbe veszi az FBI.
Jack felhívja Eddie-t, ekkor kiderül, hogy Marvin nem sokkal korábban telefonált és nagyon dühös Eddie-re, amiért neki csak 25 ezret ígért a Jacknek szánt 100 ezerrel szemben, és állítása szerint Duke nincs vele.
Jack felhívja a Tony által megadott számot és Marvin Dorfler néven mutatkozik be Joey-nak, de amikor kiderül, hogy valóban Marvin hívását várták, megmondja az igazi nevét. Joey elismeri, hogy Marvin kapta meg a megbízást tőlük. Amikor Tony átveszi a kagylót, Jack azt mondja neki, hogy van nála néhány flopplylemez, amik Serranóra terhelő adatokat tartalmaznak (Duke elmondta neki, hogy mielőtt elmenekült volna Serranótól, le akarta másolni a fájlokat lemezre, de már nem volt ideje rá). Jack a McCarran nemzetközi repülőtér várócsarnokában akarja átadni a lemezeket, Las Vegasban (ami Serrano székhelye).
Jack rájön, hogy Marvin otthagyta valahol Duke-ot és át akarja passzolni a maffiának, akik jóval többet ígértek érte. Jack egyezséget ajánl Alonzo Mosely FBI-főnöknek. Ő átadja nekik Serranót, aki éppen át fogja venni a rá terhelő „bizonyítékot”, ők pedig elengedik őt és Duke-ot. Mosely belemegy az alkuba. Ekkor már csak 5 óra van hátra a határidőből.
Marvin egy Polaroid géppel és egy aznapi újsággal felvételt készít Duke-ról, hogy azzal bizonyítsa: Duke életben van és az ő foglya.
Marvin találkozik Tonyval és Joey-val, és nem 1, hanem 2 millió dollárt követel. Miután átadja nekik a fényképet, Tony egyszerűen leüti. A képen ugyanis jól látszik a motel neve, ahol Duke tartózkodik.
A repülőtéren Jack találkozik Serranóval. Jacken mikrofon van, amivel az FBI is hallja, amiről beszélnek, ezzel bizonyítékot akarnak szerezni, hogy Serrano át akarja venni a lemezeket. Sok emberük a helyszínen van, köztük Mosely is.
Tony és Joey bekísérik Duke-ot, aki addig egy autóban várakozott, ahol Serrano korábban elmondta neki, hogy meg fogja ölni őt és a feleségét is.
Jack ekkor átadja neki a lemezeket, azonban Marvin észreveszi Duke-ot, és beavatkozik, bár fogalma sincs, hogy mi a helyzet, hiszen Serranót sem ismeri. A dulakodásban Jack mikrofonja elhallgat, így az FBI nem tudja, hogy átadta-e már a lemezeket, vagy még nem. Ha korábban avatkoznak be, Serrano ártatlan, hiszen nincsenek nála a lemezek. Jack azonban elkiabálja magát: „Serranónál vannak a floppyk!” Erre az FBI akcióba lép, mielőtt Serrano emberei lelőnék őket. Jack újból megbilincseli Duke-ot és távoznak. Ekkor már csak 1,5 óra van a határidő lejártáig.
A Los Angeles-i repülőtéren Jack felhívja Eddie-t, és elmondja neki, hogy vele van Duke is, majd leveszi Duke-ról a bilincset és elengedi. Elmondja neki, hogy megtette, amit akart, vagyis időben Los Angelesbe ért vele. Mielőtt elválnának, átadja neki a rossz óráját, amit a történet során sokszor a füléhez emelt, hogy jár-e még. Az órát a volt feleségétől kapta ajándékba (mert mindig elkésett), és nem akart megválni tőle. Ekkor Duke is ad neki valamit. A dereka köré csavart övben kb. 300 ezer dollár van, ezt átadja Jacknek ajándékképpen, hogy megvehesse a kávézóját. A kötegben csak ezresek vannak. Amikor Jack leint egy taxit, és megkérdezi, tud-e visszaadni ezresből, a taxis azt hiszi, hogy viccel és faképnél hagyja.

## Közlekedési eszközök
A történet két főhőse Jack eredeti terve szerint egy kényelmes, pár órás légiutazás során jutott volna el New Yorkból Los Angelesbe. A terv az alábbiak szerint módosult:
- Bérelt személyautó a New York-i repülőtérre.
- Repülőgép, a terv szerint ezzel utaztak volna, de Duke „légifóbiája” miatt felszállás előtt kiszálltak.
- Amtrak személyvonat, néhány megálló után Dorfler és az FBI miatt kiszálltak.
- Interstate Coach Lines távolsági autóbusz Chicagóig.
- Lopott FBI autó Chicagóban, pár sarok után lerakták.
- Taxi, Jack volt feleségének házáig.
- Jack volt feleségétől kölcsönkért személyautó.
- Dorfler Dodge személyautója, helikopteres üldözés során balesetet szenved.
- Úszva a hegyi folyóban.
- Gyalog a sivatagban.
- Lestoppolt furgon az indián faluig.
- Duplafedelű ócska repülőgép, nem sikerült felszállniuk.
- Az indián faluban „megvett” előbbi ócska furgon.
- Tehervonat, az FBI miatt korábban leszállnak róla a tervezettnél.
- Lopott terepjáró, rendőrségi üldözés során árokba hajt.
- Dorfler Chrysler bérautója, csak Duke és Dorfler a kis repülőtérig.
- Dorfler és Duke légitaxival Las Vegasig.
- Mercedes bérautó, Dorfler és Duke a Las Vegas-i mulatóig.
- Jimmy Serrano és Duke Serrano luxuskocsijával a Las Vegas-i repülőtérig.
- Az FBI saját repülőgépe, Jack, Mosley és az FBI emberei Las Vegasig.
- Utasszállító repülőgép Las Vegastól Los Angelesig.
- Taxi, a repülőtérről a városig, nem vette fel Jacket.

## Szereposztás
- Robert De Niro – Jack Walsh: fejvadász az igazság szolgálatában. Korábban rendőr volt a chicagói rendőrségen, de korrupt kollégái miatt elbocsátották.
- Charles Grodin – Jonathan „Duke” Mardukas: a maffia által kihasznált könyvelő, aki amikor megtudta, hogy valójában a maffia egyik fejének, Jimmy Serranónak dolgozik, 15 millió dollárt elsikkasztott (ezt később jótékonysági célra fordította). Azóta szökésben van, amíg Jack Walsh meg nem találja.
- Yaphet Kotto – Alonzo Mosely: FBI ügynök, aki szeretné elfogni Duke-ot azért, hogy Serrano ellen valljon egy bírósági tárgyaláson. Ő és Jack humoros ellentétpárt alkotnak a filmben.
- John Ashton – Marvin Dorfler: konkurens fejvadász, aki gyakran Jack orra elől szeretné elhalászni a zsákmányt. Kevésbé okos, mint Jack, de többször sikerül neki Jack nyomára bukkannia.
- Dennis Farina – Jimmy Serrano: a maffia egyik főnöke Las Vegasban. Szerepet játszott a történet előtti időkben Jack Walsh eltávolításában a rendőrségtől. Mardukas elfogására és megölésére törekszik. Ő a főgonosz a filmben.
- Joe Pantoliano – Eddie Moscone: egy kis óvadékügynökség tulajdonosa és vezetője Los Angelesben. Ő adja a megbízást Jacknek Mardukas elfogására. Ugyanakkor Marvint is felbérli ugyanerre a feladatra, kisebb összegért, ugyanis ha nem szállítja be a foglyot, csődbe megy.
- Richard Foronjy – Tony Darvo: Jimmy Serrano egyik bérgyilkosa
- Robert Miranda – Joey: Jimmy Serrano egyik bérgyilkosa (Tony idétlen társa)
- Jack Kehoe – Jerry Geisler: Eddie alkalmazottja az óvadékügynökségben, de telefonon rendszeresen informálja Tonyt a fejleményekről
- Wendy Phillips – Gail: Jack elvált felesége
- Danielle DuClos – Denise Walsh: Jack kislánya
- Philip Baker Hall – Sidney: Jimmy Serrano tanácsadója
- Tom McCleister – Bill "Red" Wood: bártulajdonos, akitől sikerül Duke trükkjével húszdollárosokat kicsalni, amiből ételt tudnak venni maguknak.

## A film készítése
Robert De Niro az Aki legyőzte Al Caponét („The Untouchables”, 1987) befejezése után más stílusra akart váltani, és elhatározta, hogy az vígjáték lesz.

Szerette volna elnyerni Penny Marshall filmjében, a Segítség, felnőttem!-ben („Big”) a főszerepet. Marshall érdeklődést mutatott, de a stúdió nem, így a szerepet Tom Hanks kapta meg. Martin Brest, aki a Beverly Hills-i zsarut rendezte, összehozott egy forgatókönyvet George Gallóval, amiben összefonódnak a vígjátéki és akciós szálak. A Paramount Pictures eleinte érdeklődést mutatott a film kivitelezése iránt, de szerettek volna De Niro mellé egy „nagy nevet” szerezni, hogy a film jobban eladható legyen. Javasolták, hogy Mardukas karaktere nő legyen, és a szerepre szerintük Cher lett volna a legjobb. Brest visszautasította a változtatást. Ekkor a Paramount azt javasolta, hogy De Niro párja Robin Williams legyen, aki szerette volna megkapni a szerepet és jelentkezett meghallgatásra Brestnél. Brest azonban jobbnak találta Charles Grodin játékát a meghallgatáson, mert az jól összeillett De Niróhoz. Ennek eredménye az lett, hogy a Paramount kilépett a projektből és United International Pictures partnerük, a Universal Studios vette át a projekt irányítását. A Paramount elnöke, Ned Tanen szerint a költségvetés olyan magas volt, „ami már nem érte meg”.

A szerepre való felkészüléshez De Niro valódi fejvadászokkal és rendőrökkel dolgozott együtt.
Amikor Jack leveszi a bilincset Duke-ról a vonaton, Duke megjegyzi: „Kösz, már kezdte vágni a csuklómat.” Grodinon a forgatás nagy részében rajta volt a bilincs, ami valóban kidörzsölte a csuklóját.

Azt a jelenetet, amikor Grodin leesik egy szikláról, bele a folyóba, a Verde Rivernél vették fel (Clarkdale, Arizona), de a gyors folyóban való tartózkodást Új-Zélandon vették fel, mert Arizonában túl hideg volt a víz.
A Universal 15 millió dollárt fordított a nyomtatott médiában és a tévében bemutatott reklámokra.

## Zeneszámok a filmben
A film zenéjét Danny Elfman szerezte, a zenei albumot az MCA Records adta ki.
1. Walsh Gets The Duke (1:47)
2. Main Titles (2:21)
3. Stairway Chase (:54)
4. J.W. Gets a Plan (1:41)
5. Gears Spin I (:54)
6. Dorfler's Theme (1:24)
7. F.B.I. (1:16)
8. Package Deal (1:07)
9. Mobocopter (2:42)
10. Freight Train Hop (1:18)
11. Drive To Red's (1:04)
12. In The Next Life (1:06)
13. The River (1:19)
14. The Wild Ride (1:31)
15. Amarillo Dawn (:26)
16. Potato Walk (1:09)
17. Desert Run (1:09)
18. Diner Blues (1:19)
19. Dorfler's Problem (1:01)
20. Gear's Spin II (1:30)
21. The Confrontation (2:30)
22. The Longest Walk (1:32)
23. Walsh Frees The Duke (2:44)
24. End Credits: "Try to Believe" – Mosley & The B-Men (4:16) (instrumentális változat)

## Fogadtatás

### Bevételi adatok
Az Éjszakai rohanást 1988. július 20-án mutatták be az USA-ban, 1158 moziban. A nyitóhétvégéjén 5,5 millió amerikai dollár bevételt produkált. Végül az Egyesült Államokban 38,4 millió dollár, külföldön 43,2 millió dollár bevételt ért el, összesen 81,6 millió dollárt keresett.

### Kritikai visszhang
Roger Ebert filmkritikus 3,5 csillagot adott a lehetséges 4-ből és azt írta: „Elképesztő, amit az Éjszakai rohanásban a két szereplő véghezvisz egy komikus thriller keretein belül. Ritka egy thriller esetén, hogy a végén őszinte bizalom alakul ki bennük.”  Jay Scott a Globe and Mail-nek írt kritikájában dicsérte a színészek alakítását: „De Niro a könnyedebb oldalát mutatja meg, miután »dühöngő bikákkal« Oscar-díjakat nyert ... Charles Grodin mestere a kettős játéknak, a legjobb vígjátéki karakter, mióta Jack Benny nem játssza önmagát.”
 Vincent Canby a The New York Timesban írt kritikájában azt írja: „De Niro és Grodin urak őrülten viccesek, ami kevésbé mondható el magáról a filmről, aminek gépezete folyton az alakításuk útjába keveredik.”

Hal Hinson a Washington Postban megjelent kritikájában bírálta Martin Brest rendezőt amiatt, hogy „nem szakított George Gallo forgatókönyvével, az emelkedett és a vígjátéki stílus keveredését vadul és megtévesztő módon oldotta meg.”

David Ansen, a Newsweek kritikusa így írt: „Gallo történetének veleje – egy furcsa, ellentétes figurákból álló páros veszélyes körülmények között barátokká válik – már öt évvel ezelőtt elcsépelt volt, és a végkimenetel sem jelent meglepetést. Kár, hogy ennyi munka kárba vész egy méltatlan ügy miatt.”

Az Éjszakai rohanást a kritikusok véleményét összegyűjtő Rotten Tomatoes oldal 96%-ra értékelte.

### Díjak, jelölések
Valladolid International Film Festival (1988)
- díj: Charles Grodin

Golden Globe-díj (1989)
- jelölés: legjobb film (vígjáték / zenés film kategória)
- jelölés: legjobb férfi színész (vígjáték / zenés film kategória): Robert De Niro

## Folytatások

### TV
- Another Midnight Run
- Midnight Runaround
- Midnight Run for Your Life

### Tervezett filmfolytatás
A Universal Pictures felbérelte Tim Dowlingot egy folytatásfilm megírására, amiben Robert De Niro ismét Jack Walsh bőrébe bújik. A színész egyúttal a producere is a filmnek Jane Rosenthal mellett. Partnere ismét Charles Grodin lenne.

## Fordítás
Ez a szócikk részben vagy egészben  a   Midnight Run című angol Wikipédia-szócikk fordításán alapul.  Az eredeti cikk szerkesztőit annak laptörténete sorolja fel. Ez a jelzés csupán a megfogalmazás eredetét és a szerzői jogokat jelzi, nem szolgál a cikkben szereplő információk forrásmegjelöléseként.